# كورت كيركوود
كورت كيركوود (بالإنجليزية: Curt Kirkwood)‏ هو موسيقي ومغني وملحن وعازف قيثارة أمريكي، ولد في 10 يناير 1959 في ويتشيتا فولز في الولايات المتحدة.

## وصلات خارجية
- كورت كيركوود على موقع IMDb (الإنجليزية)
- كورت كيركوود على موقع ميوزك برينز (الإنجليزية)
- كورت كيركوود على موقع أول ميوزيك (الإنجليزية)
- كورت كيركوود على موقع ديسكوغز (الإنجليزية)
- كورت كيركوود على موقع قاعدة بيانات الفيلم (الإنجليزية)